# Axel Chávez
Axel Joel Chavez Ydrogo (Lima, Perú, 22 de marzo de 1998) es un futbolista peruano. Juega como lateral izquierdo y su equipo actual es Los Chankas de la Liga 2 de Perú.

## Trayectoria

### Universitario de Deportes
Realizó las divisiones menores en Unión Comercio y Deportivo Municipal.
En el 2016 llega para terminar su etapa de formación en el Club Universitario de Deportes luego de ser observado por Gregorio Bernales y Javier Chirinos, jugando torneos de menores. El siguiente año se ganó un puesto en la reserva del club, el 2018 fue promovido por Pedro Troglio ante la imposibilidad de no poder contratar. Es recordado por los hinchas de Universitario por haberle marcado a Sporting Cristal en los minutos finales, en un partido que terminó 3-3.
En busca de mayor continuidad se marcha cedido a préstamo por una temporada al Club Cienciano, con el elenco cuzqueño salió campeón de la Segunda División del Perú, cumpliendo con buenas actuaciones.
Luego de su paso por el Cuzco, vuelve a Universitario para luchar un puesto con Iván Santillán. Tras la partida del técnico Gregorio Pérez y con la llegada de Ángel Comizzo, Axel no tiene oportunidades dentro del equipo titular, incluso saliendo entre la lista de convocados tan solo una vez. A final de temporada, no se le renueva su contrato y es contratado por el Club Carlos A. Mannucci en busca de nuevas oportunidades.
En 2021, llegó al Club Sportivo Cienciano por toda la temporada 2022. Disputará la Liga 1 y la Copa Sudamericana.

## Estadísticas

### Clubes
Actualizado al último partido disputado el 27 de octubre de 2023.
| Club                             | Div.          | Temporada     | Liga  | Liga  | Copas nacionales | Copas nacionales | Copas internacionales | Copas internacionales | Total | Total |
| Club                             | Div.          | Temporada     | Part. | Goles | Part.            | Goles            | Part.                 | Goles                 | Part. | Goles |
| -------------------------------- | ------------- | ------------- | ----- | ----- | ---------------- | ---------------- | --------------------- | --------------------- | ----- | ----- |
| Universitario de Deportes · Perú | 1.ª           | 2018          | 8     | 1     | ―                | ―                | 0                     | 0                     | 8     | 1     |
| Cienciano · Perú                 | 2.ª           | 2019          | 15    | 2     | 3                | 0                | ―                     | ―                     | 18    | 2     |
| Universitario de Deportes · Perú | 1.ª           | 2020          | 0     | 0     | ―                | ―                | 0                     | 0                     | 0     | 0     |
| Universitario de Deportes · Perú | Total club    | Total club    | 8     | 1     | 0                | 0                | 0                     | 0                     | 8     | 1     |
| Carlos A. Mannucci · Perú        | 1.ª           | 2021          | 19    | 0     | 3                | 0                | 1                     | 0                     | 23    | 0     |
| Carlos A. Mannucci · Perú        | Total club    | Total club    | 19    | 0     | 3                | 0                | 1                     | 0                     | 23    | 0     |
| Cienciano · Perú                 | 1.ª           | 2022          | 2     | 0     | ―                | ―                | ―                     | ―                     | 2     | 0     |
| Cienciano · Perú                 | Total club    | Total club    | 17    | 2     | 3                | 0                | 0                     | 0                     | 20    | 2     |
| CD Los Chankas · Perú            | 2.ª           | 2023          | 28    | 2     | ―                | ―                | ―                     | ―                     | 28    | 2     |
| CD Los Chankas · Perú            | Total club    | Total club    | 28    | 2     | 0                | 0                | 0                     | 0                     | 28    | 2     |
| Total carrera                    | Total carrera | Total carrera | 72    | 5     | 6                | 0                | 1                     | 0                     | 79    | 5     |

## Torneos Cortos
| Título          | Club                      | País | Año  |
| --------------- | ------------------------- | ---- | ---- |
| Torneo Apertura | Universitario de Deportes | Perú | 2020 |

### Campeonatos nacionales
| Título                    | Club           | País | Año  |
| ------------------------- | -------------- | ---- | ---- |
| Segunda División del Perú | Club Cienciano | Perú | 2019 |